# Fábio Lopes
Fábio Lopes (nacido el 24 de mayo de 1985) es un futbolista brasileño que se desempeña como delantero.
Jugó para clubes como el Coritiba, Bragantino, Cerezo Osaka, Cruzeiro y Ratchaburi.

## Trayectoria

### Clubes
| Club            | País          | Año         |
| --------------- | ------------- | ----------- |
| Moto Club       | Brasil        | ????        |
| Coritiba        | Brasil        | 2004 - 2006 |
| Toledo          | Brasil        | 2007        |
| Santa Rita      | Brasil        | 2007        |
| Bragantino      | Brasil        | 2008        |
| CSA             | Brasil        | 2008        |
| ASA             | Brasil        | 2009 - 2010 |
| Daejeon Citizen | Corea del Sur | 2010        |
| Icasa           | Brasil        | 2010 - 2012 |
| Cerezo Osaka    | Japón         | 2011        |
| Cruzeiro        | Brasil        | 2012        |
| Linense         | Brasil        | 2013        |
| Ratchaburi      | Tailandia     | 2014        |
| Sampaio Corrêa  | Brasil        | 2015        |
| Santa Rita      | Brasil        | 2015        |
| Murici          | Brasil        | 2016        |
| Coruripe        | Brasil        | 2017        |
| Maranhão        | Brasil        | 2018        |